# Patricia Krenwinkel
Patricia Diana Krenwinkel (n. 3 decembrie 1947, Los Angeles, California, SUA) este o criminală americană și fostă membră a Familiei Manson. În calitate de membră a „Familiei”, Patricia a avut o multitudine de pseudonime - Big Patty, Yellow, Marnie Reeves și Mary Ann Scott, dar ceilalți membri ai „Familiei” o numeau mai des Katie.
În prezent, ea este femeia care a îndeplinit cea mai lungă pedeapsă cu închisoarea pe teritoriul Statelor Unite ale Americii.

## Tinerețea
Patricia Krenwinkel s-a născut pe 3 decembrie 1947 în Los Angeles, California, într-o familie compusă dintr-un agent de asigurări și o casnică. A urmat studiile la University High School și Westchester High School în Los Angeles. În timpul școlii, adesea era victima hărțuirii din partea colegilor și lupta cu o stimă de sine scăzută, amplificată de tachinări legate de greutate și pilozitate excesivă, cauzate de o afecțiune endocrină.
După divorțul părinților, Patricia, la vârsta de 17 ani, a rămas împreună cu tatăl ei în Los Angeles până la absolvirea liceului. La un moment dat, intenționa să devină călugăriță și a studiat catehismul. În cele din urmă, s-a înscris la colegiul iezuit Spring Hill din Mobile, Alabama, dar, după un semestru, a renunțat la studii și s-a întors în California, unde s-a stabilit în apartamentul surorii sale vitrege din Manhattan Beach și s-a angajat ca funcționară de prelucrare date.

## Familia Manson
Patricia l-a întâlnit pe Charles Manson în Manhattan Beach în 1967, alături de Lynette Fromme și Mary Brunner, deja cunoscute ca „fetele lui Charlie”. În interviurile ulterioare, Patricia a susținut că a avut o relație intimă cu Manson chiar în prima noapte a întâlnirii lor și că el a fost primul care a numit-o „frumoasă”. Fermecată de carisma lui Manson și dornică de atenție, Patricia a plecat împreună cu el și cu celelalte fete în San Francisco, lăsând în urmă apartamentul, mașina și ultimul salariu.
Pe măsură ce Familia Manson creștea, Katie și ceilalți au plecat într-un tur de 18 luni, umplut cu droguri și sex, prin Vestul American într-un autobuz școlar vechi. Mai târziu, Krenwinkel avea să dea o versiune idealizată a primilor ani a „Familiei” din acele vremuri: „Eram ca niște nimfe și creaturi ale pădurii. Fugeam prin pădure cu flori în păr, iar Charlie cânta la o mică flaută”.
După ce mișcarea hippy a început să apună în 1969, Patricia și ceilalți au decis să trăiască în izolare față de societate. Au reușit să-l convingă pe George Spahn, un bătrân orb, să le permită să locuiască la ferma Spahn din dealurile văii San Fernando. Patricia îndeplinea rolul de mamă pentru unii dintre copiii născuți în „Familie” și mulți o vedeau ca pe un adept activ și devotat al lui Charles Manson.

## Crimele Tate și LaBianca
Krenwinkel a participat la crimele din 9 august 1969, la adresa 10050 Cielo Drive, locuința actriței Sharon Tate și a altor patru persoane. După ce l-au ucis pe Steven Parent în mașina sa, în drum spre conac, Charles „Tex” Watson a pătruns în casă împreună cu Patricia și Susan Atkins. În timpul masacrului, Patricia a scos-o pe moștenitoarea imperiului de cafea, Abigail Folger, din dormitor și a dus-o în sufragerie, unde a înjunghiat-o. Patricia a reușit să o prindă pe Folger când aceasta a încercat să scape după prima serie de lovituri. Conform mărturiilor Patriciei, ea a doborât-o pe Folger la pământ și a continuat să o înjunghie. Victima o implora să se oprească, strigând: „Oprește-te, sunt deja moartă”. Patricia a continuat să lovească cu un astfel de zel, încât cămașa de noapte albă a victimei a devenit complet roșie de sânge. După aceea, Patricia s-a întors și l-a chemat pe Watson, care a înjunghiat-o și el pe Abigail. În timpul procesului, Patricia a mărturisit: „Am înjunghiat-o și am continuat să o înjunghii”. Întrebată ce a simțit în acel moment, ea a răspuns: „Nimic. Ce altceva să spun? Eram acolo și părea corect”.
Krenwinkel a participat cu bunăvoință și la alte crime în noaptea următoare. În timpul audierii de eliberare condiționată din 29 decembrie 2016, ea a relatat evenimentele nopții de 10 august 1969. În compania lui Manson, Watson, Atkins, Clem Grogan, Leslie Van Houten și Linda Kasabian, ea s-a dus la casa lui Leno și Rosemary LaBianca, unde ea, Watson și Van Houten au ucis cuplul.
Răspunzând ulterior întrebărilor, Patricia a spus că în acel moment avea în minte un singur gând: „Nu va mai trebui să trimită pe nimeni din copiii săi la război”. Înainte de a se întoarce cu autostopul la ferma Spahn, trio-ul a petrecut un timp în conac – mâncând, făcând duș și jucându-se cu cei doi câini ai familiei LaBianca. În acest timp, Manson, Grogan, Atkins și Kasabian se presupune că se plimbau prin zona Los Angeles în căutarea altor victime, dar nu au avut succes.

## Arestarea
În timp ce poliția din Los Angeles căuta orice posibile indicii, la ferma Spahn au început să circule zvonuri despre implicarea Patriciei și a altora în crime. Pe 16 august 1969, la o săptămână după comiterea crimelor, Krenwinkel, Manson și alți membri ai „Familiei” au fost arestați de poliție sub suspiciunea de furt de mașini. Din cauza unei erori în baza de date, mandatul de percheziție a fost declarat invalid și grupul a fost eliberat. După acest incident, „Familia” a început să-și piardă membrii unul câte unul, în mare parte din cauza raidului, a posibilei implicări în crime și a răspândirii zvonurilor despre uciderea muncitorului de la fermă, Donald „Shorty” Shea.
După percheziția din 16 august și uciderea lui Shea, Manson a decis să mute „Familia” la ferma Barker, situată în Valea Morții. Barker a devenit noua casă a „Familiei”. Aflându-se la ferma Barker din august până în octombrie, grupul s-a ocupat de transformarea mașinilor furate în buggy-uri, dar forțele de ordine au reușit în cele din urmă să-i prindă pe Manson și pe adepții săi. Pe 10 octombrie 1969, grupul a fost arestat din nou. Tatăl Patriciei a plătit cauțiunea pentru a o elibera din închisoare, după care ea s-a întors imediat la Barker Ranch. După întoarcere, Manson (care nu era prezent în raidul din 10 octombrie) i-a ordonat să meargă în Alabama și să locuiască cu mama ei până când i-ar trimite un mesaj pentru a se întoarce acasă. Cu toate acestea, ordinele de întoarcere nu au venit niciodată, din cauza arestării ulterioare a lui Manson pe 12 octombrie la Barker Ranch.
În închisoare, Susan Atkins a început să povestească colegelor de celulă, Virginia Graham și Veronica Howard, despre implicarea sa în crime. Datorită mărturisirilor lui Atkins, Patricia a fost arestată în casa mătușii sale pe 1 decembrie 1969 și în aceeași zi a fost acuzată de șapte crime de gradul întâi și de conspirație pentru comiterea de crime. După arestare, Patricia a încercat să împiedice extrădarea sa în California, susținând că a plecat în Alabama de teamă că Manson o va găsi și o va ucide. În cele din urmă, ea s-a întors voluntar în California în februarie 1970, pentru a participa la proces împreună cu Manson, Atkins și Van Houten. Watson a fost judecat separat la o dată ulterioară, după ce nu a reușit să combată extradarea din statul său natal, Texas.

## Procesul
Avocatul lui Krenwinkel, Paul Fitzgerald, a sugerat că, deși amprentele ei au fost găsite în interiorul casei, ea era mai degrabă „oaspete invitat sau prietenă” decât complice. Fără să pară deranjată de posibilitatea unei condamnări și a pedepsei cu moartea, Krenwinkel își petrecea majoritatea timpului desenând demoni și alte figuri satanice. În timpul procesului, ea a rămas loială lui Manson și Familiei. Împreună cu Atkins și Van Houten, ea cânta cântece scrise de Manson, își rasese capul și își gravase pe frunte o cruce răsturnată.
După un proces de nouă luni, pe 29 martie 1971, Krenwinkel a fost găsită vinovată de toate capetele de acuzare și condamnată la moarte. Ea și celelalte două femei condamnate la moarte au fost transferate din Los Angeles la Instituția pentru Femei din California, lângă Corona, California, unde au fost plasate în celule noi, construite special pentru ele.

## Viața în închisoare
Krenwinkel a ajuns în celula condamnaților la moarte din California pe 28 aprilie 1971. Ea a fost condamnată la moarte pentru șapte crime de gradul întâi comise pe 9 august 1969 (Abigail Ann Folger, Wojciech Frykowski, Steven Earl Parent, Sharon Tate Polanski și Jay Sebring) și pe 10 august 1969 (Leno și Rosemary LaBianca). De asemenea, a fost acuzată de conspirație pentru comiterea crimelor. Sentința de condamnare la moarte a fost automat comutată în închisoare pe viață după ce Curtea Supremă a Californiei a anulat toate condamnările la moarte emise înainte de 1972.
La începutul noii sale vieți în închisoare, Krenwinkel a rămas loială „Familiei”, dar, treptat, s-a îndepărtat de aceasta. În încercarea de a se distanța de Manson, ea și-a păstrat o reputație „curată” în închisoare și a obținut o diplomă de licență în asistență socială de la Universitatea La Verne. Ea este o participantă activă în programele „Alcoolicii Anonimi” și „Narcoticii Anonimi”, a predat scrisul pentru deținutele analfabete, a scris poezii și muzică, cântă la chitară, joacă în echipa de volei a închisorii și oferă lecții de dans.
În prezent, Patricia se află la Instituția pentru Femei din California, Chino. Într-un interviu din 1994 cu Diane Sawyer, ea a declarat: „În fiecare zi mă trezesc cu conștiința că sunt distrugătoarea celui mai prețios lucru de pe Pământ, viața; și fac asta pentru că asta merit — să mă trezesc în fiecare zi și să știu asta.” În același interviu, Patricia a exprimat remușcări față de Abigail Folger: „Aceasta a fost fata pe care am ucis-o, și care avea părinți. Ea trebuia să trăiască, iar părinții ei nu ar fi trebuit niciodată să o vadă moartă.” Krenwinkel a afirmat, de asemenea, că Manson a mințit când a spus că nu a ordonat nimănui să comită crimele.
Prima audiere pentru eliberarea condiționată a Patriciei Krenwinkel a avut loc pe 17 iulie 1978.
În timpul unei audieri de eliberare condiționată din 2004, când i s-a întrebat pe cine ar plasa pe primul loc în lista persoanelor pe care le-a dăunat, Patricia Krenwinkel a răspuns: „Pe mine”. I s-a refuzat eliberarea condiționată; comisia considerând că Krenwinkel „reprezenta încă o amenințare pentru societate”. La audierea din ianuarie 2011, comisia formată din doi membri a anunțat că Krenwinkel nu va avea dreptul la o nouă audiere pentru eliberare condiționată timp de șapte ani. Comisia a precizat că decizia lor a fost influențată de amintirea crimelor și de cele 80 de scrisori primite, care solicitau menținerea sa în detenție.
La audierea din 29 decembrie 2016, decizia privind eliberarea condiționată a fost amânată din cauza afirmației avocatului că Krenwinkel ar fi putut suferi de „sindromul femeii abuzate” sub controlul lui Manson și a fost reluată pe 22 iulie 2017. În cele din urmă, Krenwinkel a primit din nou refuz pentru eliberarea condiționată. 
Până în prezent, Patricia Krenwinkel și Leslie Van Houten au petrecut mai mult de cincizeci de ani în detenție. După moartea lui Susan Atkins, de asemenea fostă membră a „Familiei”, Krenwinkel a devenit femeia cu cea mai lungă perioadă de detenție din istoria Statelor Unite. În mai 2022, Krenwinkel a primit eliberare condiționată, care ar fi trebuit să intre în vigoare după octombrie același an, dacă guvernatorul statului California ar fi fost de acord. Pe 15 octombrie 2022, guvernatorul Californiei, Gavin Newsom, a anulat decizia de eliberare condiționată, explicând că deținută încă reprezintă o amenințare serioasă pentru siguranța publică.